# Крижанівський Никанор Федорович
Никано́р Фе́дорович Крижані́вський (рос. Никанор Фёдорович Крыжановский; нар. 1859, село Дубова Балтського повіту Подільської губернії, нині Дубове Подільського району Одеської області — пом. 3(15) вересня 1891, Ніколаєвськ, нині Ніколаєвськ-на-Амурі Хабаровського краю, Російська Федерація) — революціонер.

## Біографія
Народився в сім'ї священика. Навчався в Кам'янці-Подільському в Подільській духовній семінарії. Никанора виключили з другого класу цього навчального закладу «за недотримання семінарської дисципліни». Був сільським учителем. Від квітня 1879 року служив писарем у Подільській духовній консисторії.
1879 року Крижанівський організував у Кам'янці-Подільському революційний гурток. Маючи потребу в грошах для організації революційної роботи, в ніч з 24 на 25 червня 1879 року на шляху з Кам'янця-Подільського до Проскурова (нині Хмельницький) біля містечка Ярмолинці пограбував пошту. Візник і поштар були тяжко поранені пострілами з револьвера. Перший невдовзі помер, а поштар залишився живим. Він дістався до найближчої поштової станції та повідомив, що гроші (за одними відомостями близько 6 тисяч, за іншими — 9 тисяч) відібрав молодий чоловік, який по дорозі попросився підвезти його й був взятий на поштовий візок.
Наступного дня в Кам'янці-Подільському поліція затримала затримала підозрілого молодика з вузликом у руках. Ним виявився Крижанівський, який при затриманні відстрілювався й тяжко поранив одного поліцая. Розплутуючи його зв'язки, слідство виявило існування таємного гуртка, за дорученням якого Крижанівський здійснив експропріацію, щоб дістати кошти на революційну роботу. Членів гуртка також заарештували. Під час обшуку на квартирі Крижанівського вилучили велику кількість нелегальних видань, серед яких — листівки й брошури «Санкт-Петербурзької вільної друкарні», журнали «Вперед», «Земля і воля», «Громада», прокламації та листок під назвою «Програма для робітничого гуртка» з поміткою «Подільська вільна друкарня», брошури «малоросійською мовою», обладнання для друкарні.
До суду притягнули дев'ять чоловік. Крім Крижанівського, це Никон Волянський, Йосип Гуназі, Євтропій Козачківський, Михайло Новицький, Іларіон Орловський, Діонісій Стопневич, Іван Турович, Маркел Шпіркан . Київський військово-окружний суд, що засідав 16—20 жовтня 1879 року, засудив Крижанівського до позбавлення всіх прав стану та до смертної кари через повішення. Проте вже 22 жовтня з уваги до молодості підсудного та прохання про помилування, внаслідок конфірмації київського генерал-губернатора, смертну кару замінили на 20-річні каторжні роботи на рудниках.
Відправлено 1 листопада 1879 року в Мценську пересильну тюрму, а звідти до Сибіру. По дорозі втік 2 серпня 1880 року з Ключинського етапу (Канський округ), але був спійманий 9 серпня того ж року. За втечу 20-річні каторжні роботи замінили на безстрокові. На Кару прибув у другій половині лютого 1881 року, а в травні 1882 року знову втік, але був спійманий через кілька днів. 1883 року з Кари відправлений до Санкт-Петербурга і 31 липня 1883 року ув'язнений у Петропавловську фортецю, в якій перебував до 20 липня 1884 року, коли був переведений у Будинок попереднього ув'язнення.
Заслано на острів Сахалін. Туди Крижанівського доставлено 21 жовтня (2 листопада) 1884 року. Утримувався разом із кримінальниками. 1891 року хворого Крижанівського на підставі царського маніфесту про помилування звільнили від каторжних робіт і перевели в Приморську область.